# 尚武館中野島道場
座標: 北緯35度37分39.8秒 東経139度32分55.3秒 / 北緯35.627722度 東経139.548694度尚武館中野島道場（しょうぶかんなかのしまどうじょう）は、神奈川県川崎市多摩区にある剣道場。

## 歴史
1967年（昭和42年）、中野島剣友会（尚武館中野島道場の前身）として中野島に発足。1982年（昭和57年）に尚武館中野島道場を設立。